# Мэнли (пляж)
Пляж Мэнли (англ. Manly beach), или Бухта Мужественная (англ. Manly Cove) — муниципальный пляж, популярная зона отдыха в Мэнли, пригороде Сиднея, штат Новый Южный Уэльс, Австралия.
Расположен в 17 км к северо-востоку от Сиднейского центрального делового района. В Бухту из центра (главный причал Circular quay) ходит паром.

## История
Второе имя пляж получил от основателя Сиднея и губернатора первой европейской колонии на австралийском континенте, капитана Артура Филлипа в конце XVIII века за стойкость духа и мужественное поведение здешних туземцев.
Курортной зоной местное побережье начало становиться лишь с 1850-х годов, когда землю здесь выкупил Генри Гилберт Смит. Он построил на пляже причал и стал организовывать корабельные экскурсии. Через пару десятилетий Смит продал владение и, в конце концов, оно перешло к Port Jackson and Manly Steamship Company. Компания много сделала для развития здешней инфраструктуры, и в 1870-х годах пляж Мэнли уже стал считаться модным морским курортом. С 1974 года причал является собственностью государственной паромной компании Sydney Ferries.
Сегодня пляж Мэнли — популярное место как для спокойного семейного отдыха, так для занятий серфингом и другими водными видами спорта. Сезон покорения волн тут длится с октября до мая, постоянно работают инструктора и спасатели, а для опытных и начинающих спортсменов существуют пункты проката снаряжения и тематические магазины. Четырёхкилометровый участок пляжа здесь даже был объявлен в 2010 году World Surfing Reserves (WSR) «заповедником волн».

## Инфраструктура
Вытянутое чистое песчаное побережье окружено здесь сосновым лесом. Собственно побережье Мэнли состоит из нескольких менее крупных пляжей. Климат субтропический океанический.
Вход бесплатный, но за удобства вроде зонтиков и шезлонгов нужно платить. Оборудованы велосипедные и пешеходные дорожки вдоль берега. На побережье вдоль пляжной полосы расположены многочисленные кафе и бары, а также несколько отелей разной ценовой категории. Неподалеку находится океанариум.